# Stephen Root
Stephen Root (født 17. november 1951 i Sarasota, Florida) er en amerikansk skuespiller. Han er hovedsageligt kendt for sit komiske arbejde, samt lejlighedsvise dramatiske roller.
Han er uddannet fra Vero Beach High School i Vero Beach, Florida og fra University of Florida, hvor han havde hovedfag i skuespil og tv.
Hans mest genkendelige filmroller til dato er som Milton Waddams i Office Space, som fitnessudøveren Gordon Pibb i Dodgeball: A True Underdog Story, som den berusede sportsforfatter Suds i Leatherheads, og som rektoren i komedien Drillbit Taylor fra 2008.
Root har optrådt i flere film af Joel og Ethan Coen, herunder O Brother, Where Art Thou?, The Ladykillers og No Country for Old Men. Kevin Smith skrev en rolle i Jersey Girl specielt til Root.
Blandt hans bedre kendte tv-roller er karakteren Jimmi James i tv-serien "News Radio". Han lagde også stemme til Bill Dauterive og Buck Strickland i King of the Hill.
For nylig har Root optrådt i HBO's serie True Blood som en vampyr ved navn Eddie.

## Filmografi
- Get Out (2017)